# Germania II (Schiff)
| Germania II                     | Germania II                         | Germania II |
| Technische Daten (Überblick)    | Technische Daten (Überblick)        |             |
| ------------------------------- | ----------------------------------- | ----------- |
| Takelung:                       | Slup                                |             |
| Segelklasse:                    | 8mR                                 |             |
| Segelnummer:                    | 8 G5                                |             |
| Konstrukteur:                   | Henry Rasmussen                     |             |
| Baujahr:                        | 1934                                |             |
| Werft:                          | Abeking & Rasmussen                 |             |
| Werftstandort:                  | Lemwerder                           |             |
| Baunummer:                      | 2856                                |             |
| Rumpfmaterial/Deck:             | Mahagoni auf Eiche/Oregonpine       |             |
| Rumpffarbe:                     | Hochglanz natur lackiert            |             |
| Baukosten und Ausrüstung:       | 28.992,24 RM                        |             |
| Länge über alles Lüa:           | 15,05 m                             |             |
| Länge Wasserlinie:              | 9,20 m                              |             |
| Breite über alles Büa:          | 2,50 m                              |             |
| Tiefgang:                       | 1,99 m                              |             |
| Verdrängung:                    | 9 Tonnen                            |             |
| Ballast:                        | 5,0 t                               |             |
| Masthöhe:                       | 17 m                                |             |
| Segelfläche am Wind:            | 91 m²                               |             |
| Großsegel:                      | 63,60 m²                            |             |
| Fock/Stagsegel / Stagsegel II:  | 27,40 m² / 22,85 m²                 |             |
| großer Ballon:                  | 51,0 m²                             |             |
| Kreuzballon I / Kreuzballon II: | 43,0 m²/33,0 m²                     |             |
| großer Ballon:                  | 51,0 m²                             |             |
| Spinnaker:                      | 73,30 m²                            |             |
| Segelmacher:                    | Mählitz, Berlin und Ratsey, England |             |
| Flagge:                         | Deutschland                         |             |
| Yacht-Club:                     | Kaiserlicher Yacht-Club, Kiel       |             |
| Nutzung:                        | Regattayacht                        |             |
| Eigner:                         | Gustav Krupp von Bohlen und Halbach |             |
| Skipper:                        | Edgar Beyn                          |             |
| Mannschaftsstärke (Crew):       | 6 Personen                          |             |

Die Germania II ist die zweite von sechs Segelyachten, die für die Familie Krupp gebaut wurden.

## Geschichte
Nach dem Ersten Weltkrieg musste die Firma Krupp durch schwierige geschäftliche Zeiten gesteuert werden. Nach dem Verlust der Germania konnte die Familie Krupp sich nicht wieder eine Yacht dieser Größe leisten. Nachdem sich die wirtschaftliche Lage zu Beginn der 1930er Jahre besserte, wurde im Geschäftsbericht 1933/1934 wieder ein Gewinn von 6,65 Millionen Reichsmark ausgewiesen. Gustav Krupp von Bohlen und Halbach bestellte daher am 9. März 1934 aufgrund eines Kostenvoranschlages von 26.000 RM, zahlbar in zwei Raten, eine neue Germania II.
Die Yacht wurde nach einer Konstruktion von Henry Rasmussen auf der Bootswerft Abeking & Rasmussen in Lemwerder an der Weser bei Bremen als 8mR-Rennyacht erbaut (Baunummer 2856). Die Bezeichnung "8mR" bedeutet 8 Meter und sagt nichts über die Länge des Bootes aus, sondern bezeichnet die Bootsklasse (auch als Klassenzeichen im Großsegel). 8mR Yachten sind eine Konstruktionsklasse. Um vergleichbar zu bleiben, werden die Boote in eine bestimmte, einzuhaltende Meter-Klasse gebaut, innerhalb derer – anders als bei den Einheitsklassen – die unterschiedlichsten Konstruktionen möglich sind.
Der Auftrag zum Bau der zweiten Germania erfolgte erst zu dem Zeitpunkt, als feststand, dass die 8mR-Klasse olympische Bootsklasse bei den Sommerspielen 1936 vor Kiel wurde. Die Bauaufsicht und die organisatorischen Angelegenheiten wurden von der Germaniawerft in Kiel erledigt. Am 8. Juni 1934 traf die neue Germania II per Bahntransport in Kiel ein und wurde sofort ins Wasser gesetzt, aufgetakelt und zu ihrem Liegeplatz beim Kaiserlicher Yacht-Club (KYC) geschleppt. Fast genau 26 Jahre vorher, am 9. Juni 1908 war die erste Germania in Kiel zum ersten Mal gesegelt worden.
Gustav Krupp nahm mehr seine Funktion als Eigner der Germania II denn als aktiver Segler wahr. In diese Rolle traten seine Kinder Alfried, Claus und Irmgard. Insbesondere der älteste Sohn Alfried von Bohlen und Halbach nahm aktiv am Regattasport mit der Germania II teil. Mit dem Skipper Dr. Edgar Beyn, der sich selbst bei Krupp beworben hatte, sollte Germania II bei den Segelwettbewerben der Olympischen Sommerspiele 1936 vor Kiel starten und eine Goldmedaille holen.

## Konstruktionsmerkmale
Die Germania II war aus Holz gebaut worden. Deutsche Eiche wurde für den Kiel, den Steven, die Spanten und den Ruderschaft verwendet. Die Außenhaut, das niedrige Deckshaus, die Inneneinrichtung und die drei Querschotten und einige besondere Bauteile waren aus Mahagoni gefertigt. Das Deck wurde in schmalen Planken aus Oregonpine verlegt, der Fußboden aus dem leichten afrikanischen Holz Gabun. Der Ballastkiel wurde in einem Stück aus Blei gegossen und wog 5000 kg.
Die Bauvorschrift für die Germania II wies detailliert 60 Positionen auf. Beispiele:
- Mannschaftsraum für den Bootsmann: mit Klappkoje und einer Backskiste für Schäkel
- Salon: mit zwei Schlafsofas und geräumigen Kleiderschränken
- Toilette: mit Klappwaschbecken und Unterwasserpumpklo „neuester Konstruktion“
- Das Cockpit für die Mannschaft (sechs Mann) war zweigeteilt. Im hinteren Teil agierte der Skipper an der Pinne, im vorderen Teil befanden sich die Winschen zur Bedienung der Segel.
- Der Mast und die Rundhölzer waren aus Spruce (einem amerikanischen Pinienholz) hohl gefertigt.
- Die Takelage: verzinktes Stahldrahttauwerk
- Die Fallen, mit denen die Segel gesetzt werden: Zwirntauwerk
- Die Schoten: Baumwolltauwerk

## Baukosten
Die Germania II wurde gegenüber dem Eigner Gustav Krupp von Bohlen und Halbach von der Germaniawerft Kiel abgerechnet (Auszug):
| Position                             | Kosten in Reichsmark |
| ------------------------------------ | -------------------- |
| Bauwerft Abeking & Rasmussen         | 24.933,00            |
| 12 Flaggen, Bonner Fahnenfabrik      | 54,00                |
| Fernglas von Zeiss                   | 75,20                |
| Yachtuhr in Mahagonigehäuse          | 35,00                |
| Teeservice                           | 14,80                |
| 6 Eierlöffel                         | 1,20                 |
| Bordbekleidung Bootsmann und Gehilfe | 484,50               |
| Bauaufsicht: Baurat Heldt            | 500,00               |
| Spesen: Baurat Heldt                 | 138,10               |

## Regattaerfolge

Segelriss 8mR-Yacht

Die Germania II war die erste in Deutschland konstruierte und gebaute 8mR-Yacht. Zum Zeitpunkt ihres Erscheinens auf der Regattaszene gab es in Europa kaum mehr als zwei Dutzend Boote dieses Typs. In Deutschland hatte die Yacht zunächst nur zwei Gegner: die Maria des Hamburger Eigners Mergell und die Lahn II des Eigners Dr. Wallich, die auch unter dem Stander des KYC segelte. Beide Yachten waren im Ausland erworben worden. Bei ihrer ersten Regattateilnahme zur Kieler Woche 1934 konnte Germania II nicht überzeugen. Die neue Krupp-Yacht gewann nur die dritte Wettfahrt, ansonsten lag stets die Lahn II vorn. Einmal blieb sie auch hinter der noch älteren Maria zurück. Germania II hatte Probleme bei stärkeren Winden. Bei Leichtwind konnte sie einigermaßen mithalten.
Skipper Edgar Beyn vertröstete den Eigner, die Yacht müsse besser getrimmt werden. Auf der Regattabahn vor Warnemünde war die 1928 gebaute Maria einzige Gegnerin und konnte Germania II erneut schlagen. Der erste Regattaerfolg stellte sich dann endlich in der Öresund-Woche vor Kopenhagen ein. Gegen die Maria und den schwedischen Neubau Lissy gewann Germania II den Punktpreis des dänischen Königs. Sie konnte ihre Leichtwindeigenschaften gepaart mit dem Spinnaker von Mählitz voll ausspielen.
Auf der Sandhamn-Woche in den Schärengewässern vor Stockholm traf Germania II auf zehn 8mR-Yachten, zumeist Konstruktionen von Gustav Estlander. Die schwedischen Yachten waren nicht zu schlagen, zudem prallte Germania II auf einen Unterwasserfelsen. Die Havarie blieb folgenlos und Germania glücklos. Es entbrannte aufgrund der mangelnden Starkwindeigenschaften ein Streit zwischen Skipper Edgar Beyn und Konstrukteur Henry Rasmussen, da die bestehende Situation keine Empfehlung für eine Olympiayacht war, mit den Ambitionen des Eigners auf die Goldmedaille 1936. Daraufhin wurden der Winterpause die Maststellung und die Kielform verändert.
Im Frühjahr 1935 nahm Germania II an den Regatten vor Genua teil, um beim Coppa d’Italia (Italien Cup) und dem Coppa Duca degli Abruzzi sich mit den besten 8mR-Yachten aus Italien und Frankreich zu messen. Die Situation war unverändert: bei leichtem Wind wurde gesiegt, bei schlechtem und wechselhaftem Wetter wurde verloren. Nach dem Rücktransport auf einem Spezialwaggon der Eisenbahn schrieb Skipper Beyn seine Analyse auf: Die Yacht verhalte sich nach dem Umbau in kabbeliger See zwar besser, der Kardinalfehler in der Konstruktion, die scharfen Linien im Vorschiff und der etwas kleine Lateralplan seien nicht behoben worden.
Zur Kieler Woche 1935 war keine ausländische Konkurrenz in der 8mR-Klasse erschienen und Germania II zeigte wieder ihre wechselnden Leistungen, konnte am Ende der sieben Wettfahrten aber punktgleich mit dem Neubau Vaterland abschließen.
Die 8mR-Yachten galten zur damaligen Zeit im olympischen Segelsport als das Nonplusultra und Gustav Krupp hatte einen hohen Leistungsanspruch an seine Yacht, der er nicht die erhoffte Goldmedaille zutraute. Deshalb bestellte er im Sommer 1935 ganz im Sinne seines Sohnes Alfried eine neue Germania III bei Abeking & Rasmussen als 8mR-Yacht.

## Verbleib nach der Regattakarriere
Kurz nach den Olympischen Spielen 1936 verkaufte Gustav Krupp Germania II an Hans Howaldt, den Olympiaskipper der Germania III, der als ehemaliger Seeoffizier und Kaufmann in Berlin lebte. Die Yacht wurde bei Abeking & Rasmussen zum Tourensegler umgerüstet. Der Kajütaufbau wurde erweitert und eine zusätzliche Koje eingebaut. Gustav Krupp bestand darauf, dass der Name Germania am Heck geändert werden sollte. Howaldt wählte den neuen Namen Inga VIII und segelte die Yacht auf dem Wannsee in Berlin. Bei Kriegsende wurde die Yacht im Winterlager in Potsdam vermutlich durch Brandstiftung zerstört.

## Yachten mit dem Namen Germania
- Germania, 1908, Krupp Germaniawerft
- Germania II, 1934, A&R, 8mR-Yacht Baunummer 2856
- Germania III, 1935, A&R, 8mR-Yacht Baunummer 2974
- Germania IV, 1939, A&R, 8mR-Yacht Baunummer 3340
- Germania V, 1955, A&R, 13 KR-Yacht Baunummer 5025
- Germania VI, 1963, A&R, 16 KR-Yacht Baunummer 5895